# Elly du Mée
Elly du Mée (eigentlich Elisabeth du Mée; * 30. Mai 1914 in Amsterdam; † 23. Dezember 2002 in Heeswijk-Dinther) war eine niederländische Sprinterin.
Bei den Olympischen Spielen 1932 in Los Angeles wurde sie Vierte in der 4-mal-100-Meter-Staffel und schied über 100 m im Vorlauf trotz persönlicher Bestzeit von 12,3 s aus.